# Strobilanthes pedunculosus
Strobilanthes pedunculosus är en akantusväxtart som beskrevs av Friedrich Anton Wilhelm Miquel. Strobilanthes pedunculosus ingår i släktet Strobilanthes och familjen akantusväxter. Inga underarter finns listade i Catalogue of Life.